# 肯南·阿迪昂
肯南·阿迪昂（英語：Kennan Adeang，1942年12月23日—2011年12月26日），男，瑙鲁政治人物，曾任瑙鲁总统。